# بایرام گلدی برمک
بایرام گلدی برمک (زادهٔ ۱۳۴۹ در کلاله) نمایندهٔ حوزهٔ انتخابیهٔ مینودشت، کلاله، مراوه‌تپه و گالیکش در دورهٔ هفتم مجلس شورای اسلامی بوده‌است.